# Burmannia luteoalba
Burmannia luteoalba är en enhjärtbladig växtart som beskrevs av François Gagnepain. Burmannia luteoalba ingår i släktet Burmannia och familjen Burmanniaceae. Inga underarter finns listade i Catalogue of Life.